# Piragüisme als Jocs Olímpics d'estiu de 1988
Als Jocs Olímpics d'Estiu de 1988 celebrats a la ciutat de Seül (Corea del Sud) es disputaren 12 proves de piragüisme, totes elles en aigües tranquil·les. La competició tingué lloc entre els dies 27 de setembre i el 2 d'octubre de 1988 al Centre de piragüisme del riu Han.
Hi participaren un total de 275 piragüistes, 211 homes i 64 dones, de 32 comitès nacionals diferents.

## Resum de medalles

### Categoria masculina
| Prova              | Or                                                                   | Argent                                                                                | Bronze                                                               |
| C-1 500 m Detalls  | Olaf Heukrodt                                                        | Mikhailo Slivinski                                                                    | Martín Màrinov                                                       |
| C-1 1000 m Detalls | Ivans Klementjevs                                                    | Jörg Schmidt                                                                          | Nikolai Bukhalov                                                     |
| C-2 500 m Detalls  | Unió SovièticaVictor Reneischi · Nicolae Juravschi                   | PolòniaMarek Dopierała · Marek Łbik                                                   | FrançaPhilippe Renaud · Joel Bettin                                  |
| C-2 1000 m Detalls | Unió SovièticaVictor Reneischi · Nicolae Juravschi                   | RDAOlaf Heukrodt · Ingo Spelly                                                        | PolòniaMarek Dopierała · Marek Łbik                                  |
| K-1 500 m Detalls  | Zsolt Gyulay                                                         | Andreas Stähle                                                                        | Paul MacDonald                                                       |
| K-1 1000 m Detalls | Greg Barton                                                          | Grant Davies                                                                          | André Wohllebe                                                       |
| K-2 500 m Detalls  | Nova ZelandaIan Ferguson · Paul MacDonald                            | Unió SovièticaÍgor Nagàiev · Víktor Deníssov                                          | HongriaAttila Ábrahám · Ferenc Csipes                                |
| K-2 1000 m Detalls | Estats UnitsGreg Barton · Norman Bellingham                          | Nova ZelandaIan Ferguson · Paul MacDonald                                             | AustràliaPeter Foster · Kelvin Graham                                |
| K-4 1000 m Detalls | HongriaZsolt Gyulay · Ferenc Csipes · Sándor Hódosi · Attila Ábrahám | Unió SovièticaAleksandr Motuzenko · Serguei Kirsànov · Ígor Nagàiev · Víktor Deníssov | RDAKay Bluhm · André Wohllebe · Andreas Stähle · Hans-Jörg Bliesener |

### Categoria femenina
| Prova             | Or                                                                  | Argent                                                        | Bronze                                                                       |
| K-1 500 m Detalls | Vània Guèixeva                                                      | Birgit Schmidt                                                | Izabela Dylewska                                                             |
| K-2 500 m Detalls | RDABirgit Schmidt · Anke Nothnagel                                  | BulgàriaVània Guèixeva · Diana Paliska                        | Països BaixosAnnemiek Derckx · Annemarie Cox                                 |
| K-4 500 m Detalls | RDABirgit Schmidt · Anke Nothnagel · Ramona Portwich · Heike Singer | HongriaErika Géczi · Erika Mészáros · Éva Rakusz · Rita Köbán | BulgàriaVània Guèixeva · Diana Paliska · Ogniana Petkova · Borislava Ivanova |

## Medaller
| Posició | País           | Or | Argent | Bronze | Total |
| 1       | RDA            | 3  | 4      | 2      | 9     |
| 2       | Unió Soviètica | 3  | 3      | 0      | 6     |
| 3       | Hongria        | 2  | 1      | 1      | 4     |
| 4       | Estats Units   | 2  | 0      | 0      | 2     |
| 5       | Bulgària       | 1  | 1      | 3      | 5     |
| 6       | Nova Zelanda   | 1  | 1      | 1      | 3     |
| 7       | Polònia        | 0  | 1      | 2      | 3     |
| 8       | Austràlia      | 0  | 1      | 1      | 2     |
| 9       | França         | 0  | 0      | 1      | 1     |
| 9       | Països Baixos  | 0  | 0      | 1      | 1     |